# Joanne Dru
Joanne Dru (născută Joan Letitia LaCock; n. 31 ianuarie 1922, Logan⁠(d), Virginia de Vest, SUA – d. 10 septembrie 1996, Los Angeles, California, SUA) a fost o actriță americană de film și televiziune. Acesta este cunoscută pentru filme precum Red River, She Wore a Yellow Ribbon, All the King's Men și Wagon Master⁠(d).

## Cariera
Născută în Logan, Virginia de Vest⁠(d), Dru s-a mutat în New York City în 1940 la vârsta de optsprezece ani. A devenit fotomodel, iar apoi a fost aleasă de actorul Al Jolson⁠(d) pentru distribuția emisiunii de pe Broadway Hold On to Your Hats⁠(d). După ce s-a mutat în Hollywood, a devenit actriță de teatru. A fost descoperită de regizorul Howard Hawks și a obținut un rol în lungmetrajul Abie's Irish Rose⁠(d) (1946). A apărut adesea în filme western precum  Red River (1948), She Wore a Yellow Ribbon (1949) și Wagon Master (1950).
Interpretarea sa din filmul dramatic Carieră de politician (1949) - câștigător al Premiului Oscar la categoria „cel mai bun film” - a fost lăudată de critici. A continuat cu rolurile din 711 Ocean Drive⁠(d) (1950; cu Edmund O'Brien) și The Pride of St. Louis⁠(d) (1952). A apărut în drama Thunder Bay⁠(d) (1953) alături de James Stewart, iar apoi în comedia 3 Ring Circus (1954) cu Martin și Lewis. Spre finalul anilor 1950, aceasta s-a reorientat spre televiziune, fiind cunoscută pentru interpretarea personajului Babs Hooten în sitcomul ABC Guestward, Ho!⁠(d) (1960-1961).
După acest serial, numărul rolurilor sale a scăzut vertiginos pe parcursul anilor 1960 și 1970, având un singur rol de lungmetraj - în Sylvia⁠(d) (1960) - și opt apariții în diverse emisiuni de televiziune.
Pentru munca sa în domeniul televiziunii, Dru a primit o stea pe Hollywood Walk of Fame.

## Viața personală
Aceasta a fost sora mai mare a actorului Peter Marshall⁠(d), cunoscut drept gazda originală a emisiunii americane Hollywood Squares⁠(d).  Dru s-a căsătorit cu popularul cântărețul Dick Haymes⁠(d) în 1941. Cuplul a avut trei copii, însă a divorțat în 1949. Dru s-a căsătorit ulterior cu actorul John Ireland⁠(d); cei doi au divorțat în 1957.
A fost o republicană devotată. L-a susținut pe Barry Goldwater la alegerile prezidențiale din Statele Unite ale Americii din 1964⁠(d) și a apărut la o strângere de fonduri pentru Richard Nixon din 1968.

## Moartea
Dru a murit la vârsta de 74 de ani pe 10 septembrie 1996 în Los Angeles, California. Conform fratelui său, a murit ca urmare a unei afecțiuni respiratorii cauzate de limfedem⁠(d). Cenușa sa a fost împrăștiată în Oceanul Pacific.

## Filmografie parțială
- 1946 Abie's Irish Rose – Rosemary Murphy Levy
- 1948 Râul roșu (Red River) – Tess Millay
- 1949 Ultima misiune (She Wore a Yellow Ribbon), regia John Ford – Olivia Dandridge
- 1949 Cariera de politician (All the King's Men) – Anne Stanton
- 1950 Wagon Master – Denver
- 1950 711 Ocean Drive – Gail Mason
- 1951 Vengeance Valley – Jen Strobie
- 1951 Mr. Belvedere Rings the Bell – Miss Harriet Tripp
- 1952 Return of the Texan – Ann Marshall
- 1952 The Pride of St. Louis – Patricia Nash Dean
- 1952 My Pal Gus – Lydia Marble
- 1953 Thunder Bay – Stella Rigaud
- 1953 Hannah Lee – Hannah Lee (Hallie McLaird)
- 1953 Forbidden – Christine Lawrence Manard
- 1954 Duffy of San Quentin – Anne Halsey
- 1954 Southwest Passage – Lilly
- 1954 Siege at Red River – Nora Curtis
- 1954 3 Ring Circus, regia Joseph Pevney – Jill Brent
- 1954 Day of Triumph – Mary Magdalene
- 1955 Răzbunătorul negru (The Dark Avenger), regia Henry Levin – Lady Joan Holland
- 1955 Sincerely Yours – Marion Moore
- 1956 Hell on Frisco Bay – Marcia Rollins
- 1957 Drango – Kate Calder
- 1958 The Light in the Forest – Milly Elder
- 1959 The Wild and the Innocent – Marcy
- 1960 September Storm – Anne Traymore
- 1965 Sylvia – Jane (Bronson) Phillips
- 1980 Superpolițistul (Poliziotto superpiù) – Rosy Labouche (ultimul rol de film)

### Radio
| Program                  | Episodul           | Data            | Note   |
| ------------------------ | ------------------ | --------------- | ------ |
| Stars over Hollywood     | Pattern in the Rug | 10 mai 1952     | [ 19 ] |
| Hollywood Star Playhouse | Match Point        | 4 ianuarie 1953 | [ 20 ] |